# Johann Georg Gigl
Johann Georg Gigl (getauft 28. September 1710 – nicht 9. April 1687 – in Schönwag-Forst in der Gemeinde Wessobrunn in Oberbayern; † 11. August 1765 im schweizerischen St. Gallen) war ein Stuckateur der Wessobrunner Schule. Zu der Stuckateur-Familie Gigl gehörten etwa 25 namentlich bekannte Mitglieder, von denen Johann Georg, Johann Kaspar und Anton Gigl die bedeutendsten waren. Johann Georg arbeitete im Stil des Rokoko.

## Leben
Er war ein Sohn des Stuckateurs Pontian Gigl (1681–1742), der zum Beispiel in der Gruppe des Dominikus Zimmermann in der Wallfahrtskirche Steinhausen tätig war, und der Anna Maria geb. Köpf. Johann Georg lernte das Handwerk bei seinem Vater und danach bei Joseph Schmuzer. Vier jüngere Brüder oder Stiefbrüder waren ebenfalls Stuckateure und arbeiteten oft mit Johann Georg zusammen. Als dieser starb und die Ausstattung des Chors der Stiftskirche St. Gallen noch unfertig war, vollendete sie der Trupp unter Leitung seines Bruders Matthias. Bekannt wurde durch die Ausschmückung des Dom St. Blasien sein jüngster Bruder Johann Caspar.

## Werk
Hochwertiger Stuck, wie ihn die Wessobrunner fertigten, war um die Mitte des 18. Jahrhunderts gesucht. Gigl fand in Südbaden und der benachbarten Schweiz eine Region fast ohne Konkurrenz. Bedeutende Arbeiten von seiner Hand und den Händen seiner Stuckhadorer entstanden chronologisch:
- 1723 in St. Martin Zusamaltheim, unter Schmuzer
- 1740/1741 im Langhaus der Pfarr- und Wallfahrtskirche Mariä Himmelfahrt in Kirchhofen.
- 1742–1746 Hofgebäude im Kloster St. Blasien.
- 1743 in der von Peter Thumb neu erbauten, 1810 zerstörten Kirche des ehemaligen Wilhelmitenklosters von Mengen im Landkreis Sigmaringen. Seither war Johann Georg Gigl Peter Thumbs bevorzugter Stuckateur.
- 1745 in der Kirche St. Martin des Baumeisters Franz Ruedhart in Riegel am Kaiserstuhl Wandverzierungen und Deckenstuck.
- 1747 Schloss Bad Krozingen-Biengen, (Umbau durch Bagnato unter Marquard Herrgott)
- 1749 Heiligkreuzkirche Kirchberg (nicht erhalten)
- 1749–1750 in der ebenfalls von Peter Thumb erbauten Pfarrkirche St. Peter und Paul in Hilzingen im Hegau.
- 1749–1753 in der ehemaligen Damenstiftskirche, jetzt Münster Unserer Lieben Frau, in Lindau am Bodensee.
- Ab 1750 im Kloster St. Peter auf dem Schwarzwald. Im Juli 1750 verpflichtete sich der „Kunsterfahrene Marmorierer und Stuccator auß Bayern“ gegenüber Abt Philipp Jakob Steyrer vertraglich, den Bibliothekssaal „von oben Biß unten nach dem genemigten Riß so baldt Möglich zu gibßen“, und zwar so, dass die Arbeit „zu sein deß Künstlers selbst aigenem ruhm, und Lob Seyn möchte“. Steyrer legte Wert darauf, dass „Er H. Giggel bei der arbeith selbsten die Mehrere zeith zugegen seye, und Solche nicht denen gesellen allein zu Verfertigen überlassen werdte“.[1] So entstand bis 1757 der Stuck in der Bibliothek, im Fürstensaal, der Krankenkapelle, dem Kapitelsaal, auch Heiligkreuzkapelle genannt, und dem Konventstreppenhaus.
- 1753 in Peter Thumbs ehemals zu St. Peter gehörender Kirche von St. Ulrich im Schwarzwald: acht Engelfiguren.
- 1753–1754 in Peter Thumbs Pfarrkirche Mariä Himmelfahrt in Waldshut-Tiengen.
- 1754 in der Pfarrkirche St. Alexius in Herbolzheim. Die Zuschreibung an Franz Anton Vogel[2] soll irrig sein.[1]
- 1757–1760 in der ehemaligen Benediktiner-Klosterkirche St. Georg und Jakobus in Isny im Allgäu.
- Ab 1757 im Kloster St. Gallen, so in der Stiftskirche und der Stiftsbibliothek, wo wieder Peter Thumb wirkte. Für die Innenausstattung des Kirchenschiffs verpflichtete der Konvent den Freiburger Bildhauer und Maler Christian Wentzinger, der seinerseits weitere Bildhauer und Maler sowie Stuckateure beschäftigte und ihnen Entwürfe vorgab. Man hat von „kollektiver Autorschaft“ gesprochen. Für die Stuckateure gestaltete sich die Praxis so: „Allein drei Personen waren ganztägig damit beschäftigt, Gips und Wasser auf die Gerüste zu tragen. Für vorstehende und auskragende Teile waren stützende Armaturen aus Eisendraht vorzubereiten. Gleichbleibende und mehrfach verwendbare Elemente wurden nach im Spätjahr 1757 geschnittenen Modellen abgeformt, so 56 Typen unterschiedlicher Blumen, Blätter, aber auch Puttenköpfchen, die dann durch handmodellierte Frisuren, Augensterne und Weiteres individualisiert werden konnten. Neben dem Montieren und Überformen dieser Teile und dem Ziehen von Profilen mittels Schablonen erfolgte der Antrag des Stucks in mehreren Arbeitsgängen, … bis über dem rohen Grundstuck schließlich das fein ausgearbeitete Ornament modelliert werden konnte.“[3]
- 1761 Katholische Kirche St. Michael in Niederbüren
- 1761 bis 1763 Stiftsbibliothek St. Gallen
- 1763/64 Kartause Ittingen
- 1764 Chor in der Klosterkirche St. Gallen

## Fotos

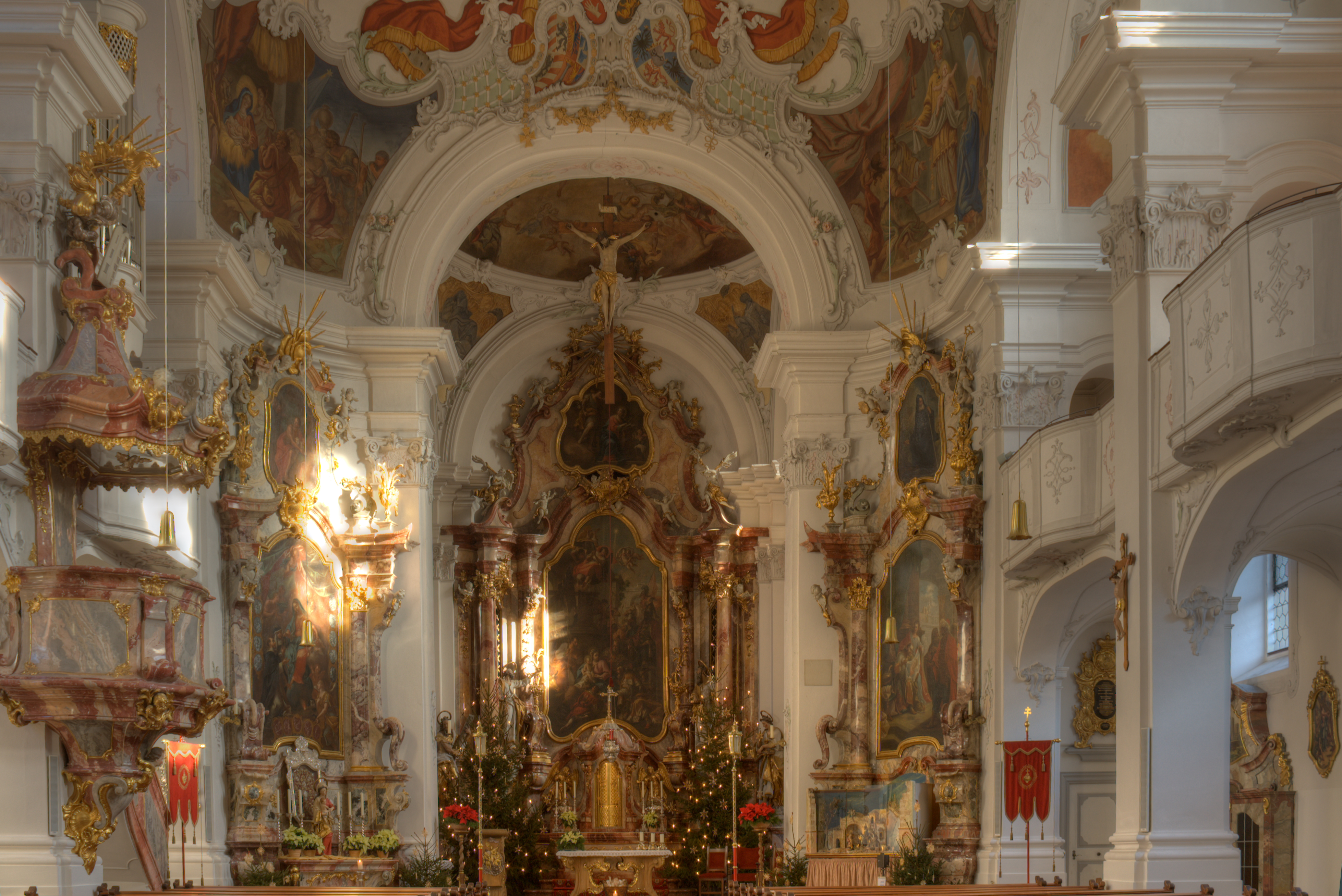
Münster unserer Lieben Frau, Lindau: Stuckierungen von Johann Georg Gigl, 1749
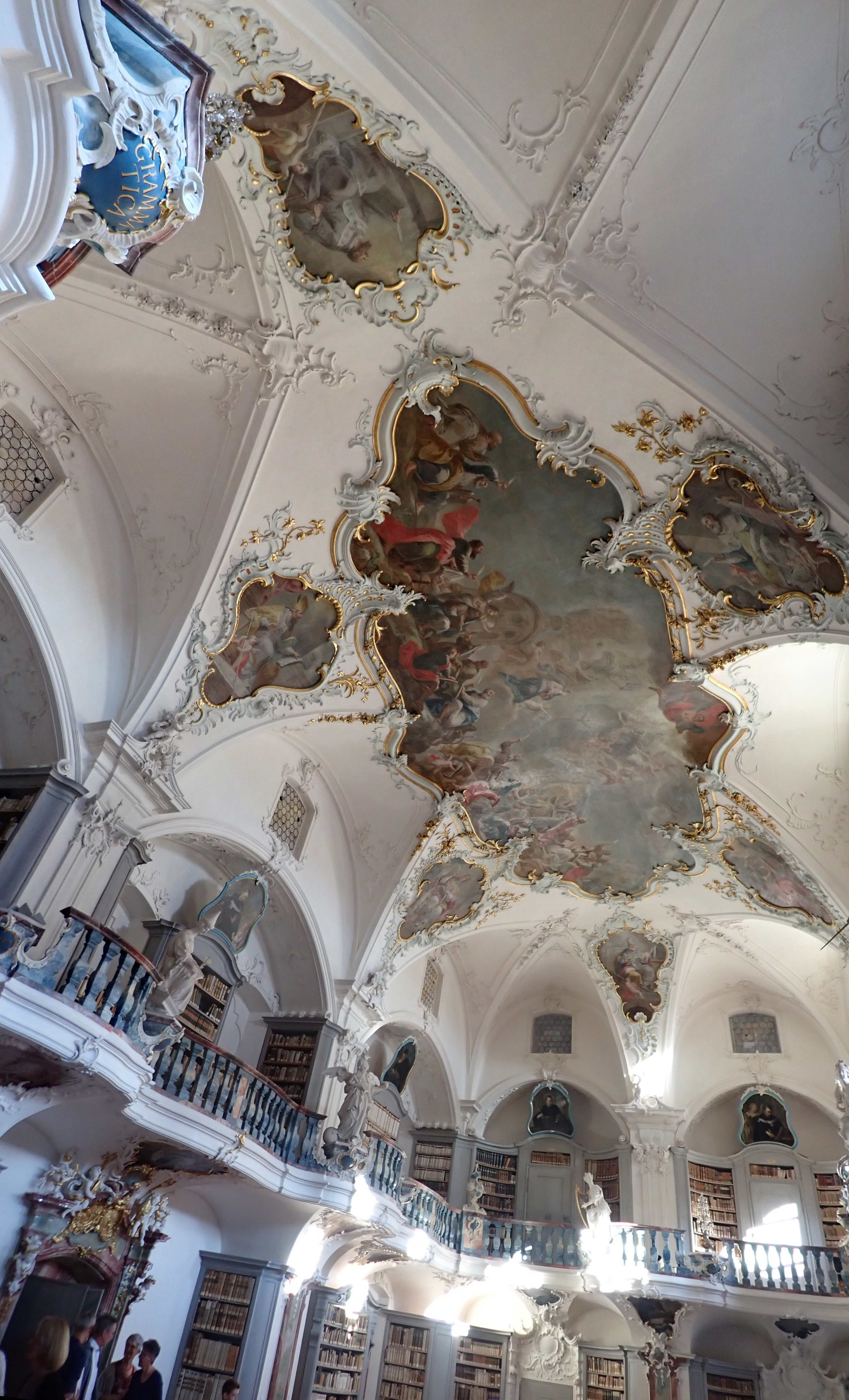
1750 bis 1757 Bibliothekssaal im Kloster St. Peter im Schwarzwald
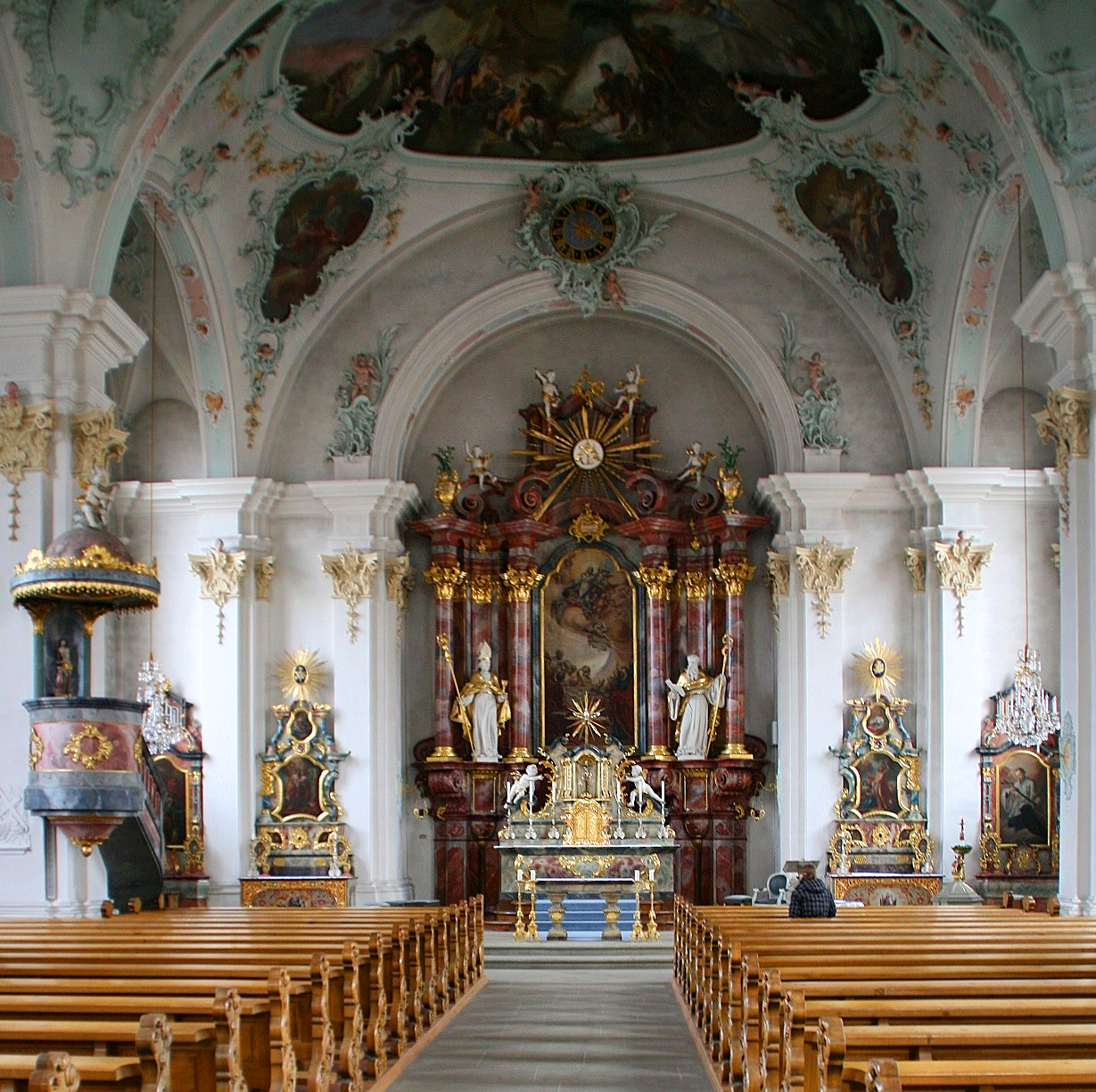
Pfarrkirche Mariä Himmelfahrt (Tiengen), Stuckarbeiten von Johann Georg Gigl, 1753
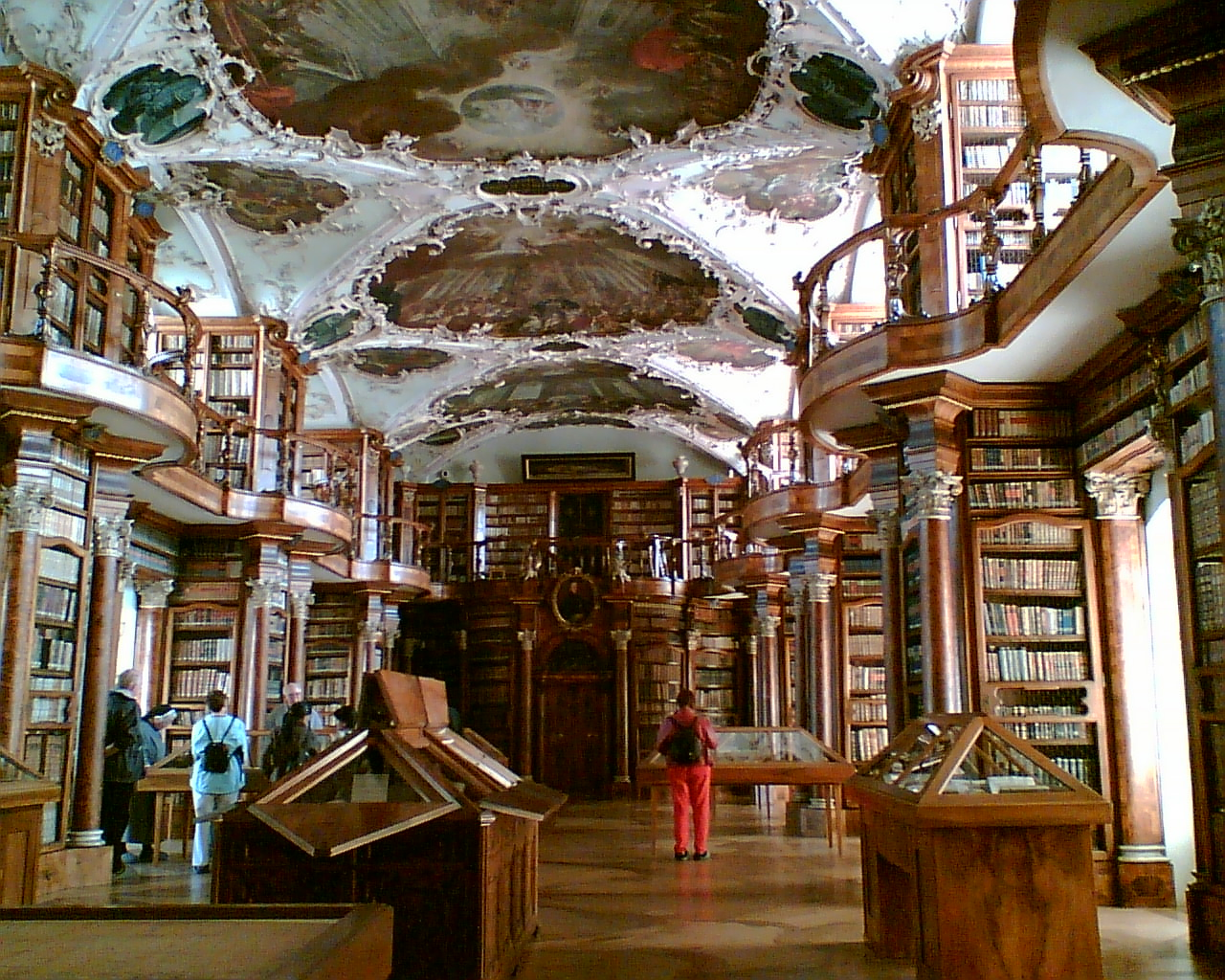
Stiftsbibliothek St. Gallen: Deckenstuck von Johann Georg Gigl, 1757
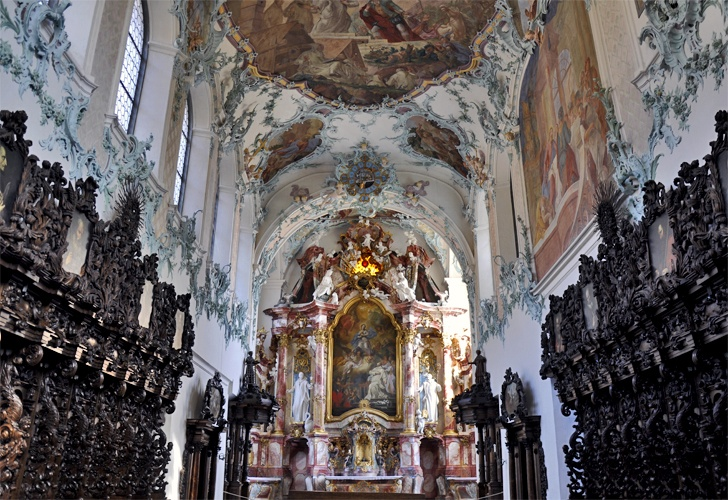
Stuck- und Stuckmarmoraltäre von Johann Georg Gigl, 1763/4 in der Klosterkirche der Kartause Ittingen

## Würdigung
„Johann Georg Gigel darf zu den bedeutendsten Meistern der illustren Künstlergemeinschaft gezählt werden, die im Schatten der bayerischen Bedediktinerabtei Wessobrunn groß geworden war.“
Im Zusammenwirken von Peter Thumb und Johann Georg Gigl ergänzten sich Architektur und Dekoration. Die Arbeiten Gigls „greifen … die tektonische Grundhaltung von Thumbs Bauwerken nie an. Ihr Stuckdekor ist qualitätsvoll und zurückhaltend, sie vermögen Unebenheiten der Architektur auszuglätten und dazu der spröden Linearität Thumbs einen schwungvollen Akzent zu geben“. So geschah es in Hilzingen: „In Hilzingen …  erfährt das Raumbild durch die Ornamentik, die die struktiven Elemente akzentuiert, die Raumzäsuren umspielt (so die Stichkappengrate), sie gleichzeitig auch stützt, eine bedeutende Steigerung.“
So geschah es in der St. Galler Bibliothek: „… die Stuckateure, Johann Georg und Matthias Gigl, und der Maler Joseph Wannenmacher nahmen die ihnen vom Architekten gebotenen Möglichkeiten wahr. Sie überspielten mit zartem Rocaillewerk die zahlreichen Übergänge zwischen Gewölbe und Stichkappen, gelegentlich auch die Unebenheiten der Architektur ausglättend. Der Zusammenklang der Bücherregale mit der bewegten Galerie und dem freiplastisch modellierten Rocaillewerk Gigls, die Wannenmachers Fresken rahmen, erhebt den Raum in eine beinahe sakrale Sphäre.“ So geschah es in der St. Galler Stiftskirche: „Nirgends überspielt die Dekoration die Architektur verunklärend wie ein Netz. Die einzelnen Bauelemente bleiben klar gegeneinander abgesetzt. Gesimse und Profile treten durchgehend als solche hervor. … Nur an ausgezeichneten Stellen … wachsen die wilden Rocaillen wie kristalline Ausblühungen aus den Wänden, züngeln da und dort über Rahmen und Profile, ohne dabei deren Funktion zu verhüllen.“ Zeitgenössischen Besuchern hat das Werk „sowohl in der Ibs arbeit als mahlerei über die maßen wohlgefallen“.
Zu zwei Räumen im Kloster St. Peter auf dem Schwarzwald urteilt Hermann Brommer: „Die eleganten, spritzigen, wie Wellenschaum Decken und Wände umspielenden Stukkaturen Johann Jörg Gigels helfen mit, aus der Klosterbibliothek St. Peters den schönsten Rokokoraum des Breisgaus werden zu lassen.“
„Johann Georg Gigl … steuerte mit dem Rocailleschmuck des Konventstreppenhauses wohl sein reichstes und reifstes Werk in St. Peter bei. Es gilt, die stukkierten Rahmen der beiden … Zifferblätter der Schlaguhr hervorzuheben. Was Gigl dort als Stuckschmuck … auf die Wände dekorierte, ist von unübertrefflicher Feinheit und Eleganz.“